# Liste der militärischen Liegenschaften in Bremerhaven
Diese Liste der militärischen Liegenschaften in Bremerhaven verzeichnet die von Militär und Militärverwaltung genutzten Kasernen und Gebäude in Wesermünde/Bremerhaven. Die Liste der Bundeswehrliegenschaften in Bremen bietet einen übergeordneten Einblick.

## Liste
| Lage                                                             | Frühere Verwendungen | Heutige Verwendung                                                 |
| ---------------------------------------------------------------- | --- | ------------------------------------------------------------------ |
| Geestemünde Elbestr. 101, Claussenstr., Schulstr.                | Marineschule Wesermünde 2. Marineunteroffizier-Lehrabteilung Marineortungsschule Technische Marineschule II | Marineoperationsschule                                             |
| Kaiserhafen I                                                    | Zerstörerkaje | MWB Motorenwerke Bremerhaven                                       |
| Lehe Hinrich-Schmalfeldt-Str. 30 53° 54′ 30″ N, 8° 58′ 27″ O     | 2. Schiffstammregiment 10. Schiffstammabteilung 4. Marinelehrabteilung Unterbringung der US-Mannschaften (1945–1948) Bremerhaven American High School, Sportplatz | Stadtverwaltung Bremerhaven (Leher Kasernen)                       |
| Lehe Hinrich-Schmalfeldt-Str. 31                                 | Artilleriekaserne Kaiserliche Marine Telegraphenschule (1889) Offizierskasino 3. Schiffstammabteilung der Nordsee | Ortspolizeibehörde (Stadthaus 6)                                   |
| Lehe Kaserne Roter Sand 53° 33′ 34″ N, 8° 34′ 2″ O               | III. Schiffstammabteilung der Nordsee 10. Schiffstammabteilung Polizei-Kaserne Rekrutenausbildung der 10. Schiffstammabteilung Kraftfahrzug der Kommandantur 4./Flugabwehrraketengruppe 36 MOS Sprachenschule MLehrKpVwdgAusl Daneben US-Hotel für durchreisendes US-Militär | Havenhostel (Hotel)                                                |
| Lehe Surfeldstraße 29                                            | Kaiserliches Marinelazarett Wohngebäude für Soldaten der Kriegsmarine und farbige US-Soldaten Technisches Hilfswerk | Arbeiterwohlfahrt                                                  |
| Lehe Dr.-Franz-Mertens-Straße 2a 53° 34′ 46,6″ N, 8° 35′ 37,6″ O | Marinelazarett der Kriegsmarine US-Reservelazarett | Dienstleistungsgebäude                                             |
| Mitte Am Leher Tor 2                                             | Kommandantur der Kriegsmarine Headquarters Bremerhaven – Port of Embarkation Standortverwaltung, Berufsförderungsdienst | Hotel Adena                                                        |
| Mitte Wiener Str. 5                                              | Offizierskasino der Kriegsmarine Casino-Club der Amerikaner Weiterleitungsstelle (See) Berufsförderungsdienst Bekleidungskammer | BEW Betreuungs- und Erholungswerk, Verwaltung und betreutes Wohnen |
| Mitte Wiener Str. 12                                             | US-Militär Transportdienststelle See Diverse Bundeswehrdienststellen | steht zum Verkauf                                                  |
| Osthafen hinter der Nordschleuse                                 | für die Graf Zeppelin und den Flugzeugträger B Erzhafen (1965–1993) | Autoumschlag                                                       |
| Schiffdorf                                                       | 4. Batterie der Flugabwehrraketengruppe 36 der Luftwaffe (Bundeswehr) | Pflegeheim                                                         |
| Weddewarden                                                      | Flugplatz Weddewarden Carl-Schurz-Kaserne, Staging Area der United States Army | Gewerbegebiet, Güterverkehr                                        |